# Келераші (Клуж)
Келераші (рум. Călărași) — село у повіті Клуж в Румунії. Входить до складу комуни Келераші.
Село розташоване на відстані 286 км на північний захід від Бухареста, 38 км на південний схід від Клуж-Напоки.

## Населення
За даними перепису населення 2002 року у селі проживали 1019 осіб.
Національний склад населення села:
| Національність | Кількість осіб | Відсоток |
| -------------- | -------------- | -------- |
| угорці         | 618            | 60,6%    |
| румуни         | 397            | 39,0%    |

Рідною мовою назвали:
| Мова      | Кількість осіб | Відсоток |
| --------- | -------------- | -------- |
| угорська  | 622            | 61,0%    |
| румунська | 395            | 38,8%    |